# Милашенков, Сергей Васильевич

Памятник во дворе школы № 1236 г. Москвы

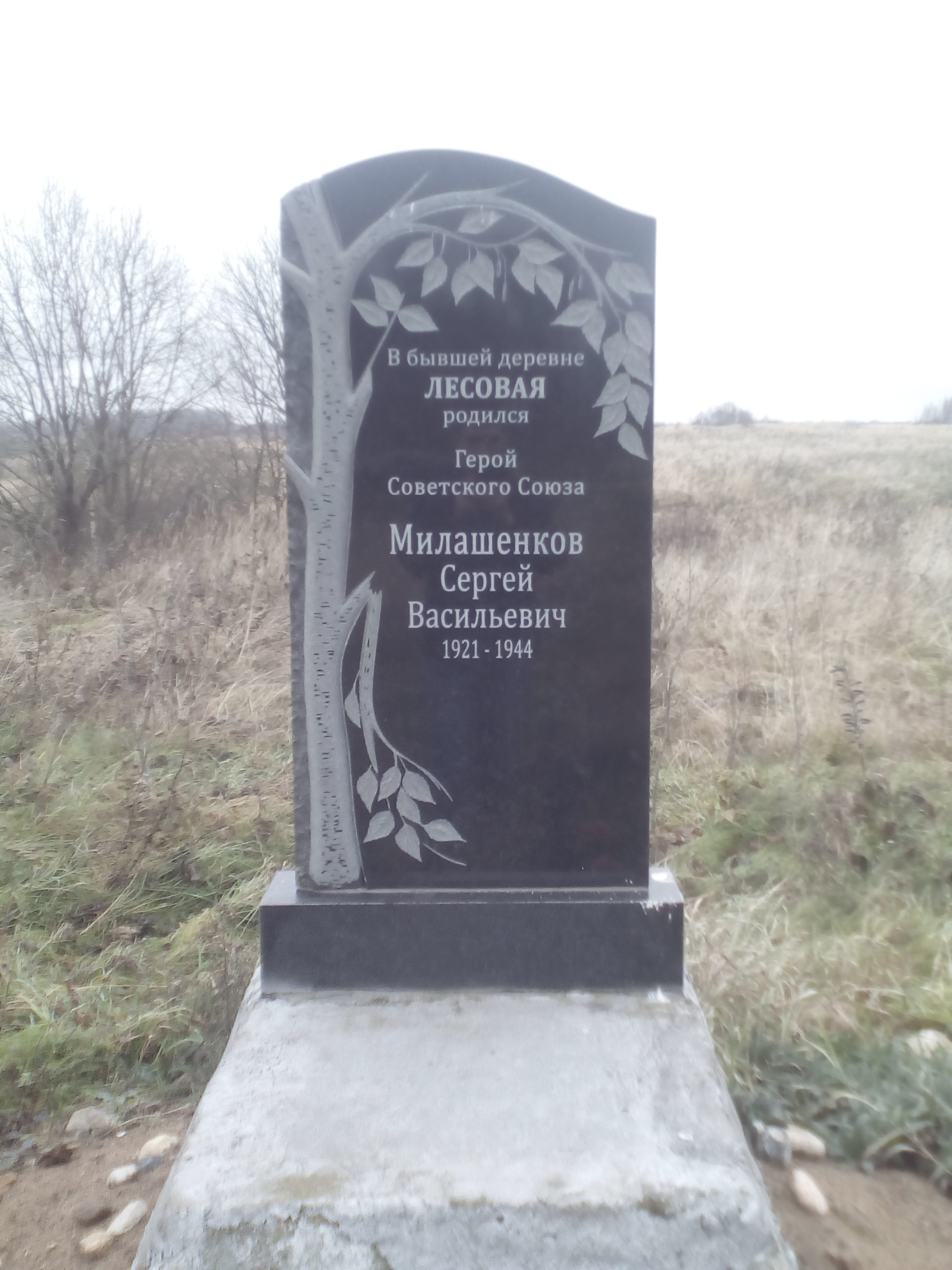
Памятник на месте бывшей деревни Лесовая, в Сафоновском районе Смоленской области

Серге́й Васи́льевич Милаше́нков (15 сентября 1921, Дорогобужский уезд, Смоленская губерния — 14 июля 1944, Владимир-Волынский район, Волынская область) — советский лётчик-штурмовик, Герой Советского Союза (1945).

## Биография
Родился 15 сентября 1921 года в деревне Лесовая (ныне не существующая деревня на территории современного Сафоновского района Смоленской области).
C одиннадцати лет жил в Москве. После окончания семилетки работал в артели музыкальных инструментов, а также в редакции газеты «Правда», увлекался спортом. Без отрыва от производства окончил аэроклуб.
В РККА с 1940 года. В 1942 году окончил Энгельсскую военную авиационную школу пилотов. С декабря 1942 года на фронте. Командир эскадрильи 109-го гвардейского штурмового авиаполка, гвардии старший лейтенант. Совершил 90 успешных боевых вылетов. Член ВКП(б) с 1943 года.
В мартовский день 1943 года группе Сергея Милашенкова приказали нанести удар по железнодорожной станции, где у гитлеровцев находились крупные склады горючего и боеприпасов. Землю покрывал плотный туман, облака висели низко, моросил дождь. Гитлеровцы не ожидали появления в такую погоду советских самолётов и опомнились, лишь когда уже загрохотали взрывы и запылали цистерны с бензином, начали рваться боеприпасы.
Развернув самолёт на третий заход, Милашенков обрушил огонь на зенитные орудия. Вдруг его машину резко встряхнуло. Вражеский снаряд разорвался в кабине, разбил приборную доску, но мотор продолжал работать. Лётчик открыл форточку для лучшего обзора и ориентировки, и самолет почти коснулся верхушек деревьев. Вражеские зенитчики неистовствовали. Были повреждены бензобак, радиатор, наконец и мотор самолёта Милашенкова. Отяжелевшая машина рухнула на поросшее кустарником поле. Сергей Милашенков ударился о приборную доску и потерял сознание. Придя в себя, он попытался выбраться из кабины, но на него тут же набросились фашисты. Сергея и воздушного стрелка привели в штаб части.
Начались допросы. Убедившись, что советские авиаторы ничего не скажут, их отправили в тыл. Милашенков на полном ходу выпрыгнул из вагона.
Отойдя от железнодорожного полотна, лётчик встретился с двумя нашими бойцами. Вместе пошли на восток. Несколько дней лесными тропами пробирались к линии фронта. В деревни заходить было опасно — повсюду располагались гитлеровцы. В одну из ночей бойцы вплавь переправились через Северский Донец и вышли к своим. Вода была ледяной, и истощенный организм Милашенкова не выдержал. Сергей серьёзно заболел.
Окрепнув, Милашенков вновь вернулся в полк и сел за штурвал боевой машины, чтобы с удвоенной энергией и мужеством громить врага. На личном боевом счету отважного летчика числилось более двадцати сожжённых вражеских танков, семь уничтоженных артиллерийских и миномётных батарей, сотни гитлеровцев.
Сергей Васильевич был неутомим — в перерывах между боевыми вылетами он непрерывно обучал молодых бойцов. Его любили и командиры, и подчинённые. Милашенков воевал не по приказу, он считал Победу своим личным делом, личным долгом.
В октябре 1943 года часть, в которой сражался Сергей Милашенков, участвовала в битве за Днепр. Советские войска сражались на правобережных плацдармах и нуждались в поддержке с воздуха. В любых метеоусловиях старший лейтенант Милашенков по нескольку раз в сутки поднимал в воздух свою эскадрилью гвардии. 13 октября во главе шестёрки «илов» отважный лётчик наносил удар по передовым позициям врага в районе Запорожья. Бомбы легли точно в цель. На обратном пути эскадрилью атаковали фашистские истребители. Имея преимущество в численности и скорости, гитлеровцы надеялись на лёгкую победу. У штурмовиков боеприпасы были на исходе. Но, прикрывая товарищей, Милашенков пошёл в лобовую атаку, и как только вражеский лётчик свернул в сторону, Сергей открыл огонь из пушек и пулемётов. Бил он без промаха. Лишившись ведущего, вражеские истребители прекратили атаку и скрылись в облаках. На следующий день, выполняя боевое задание, гвардии старший лейтенант Милашенков обнаружил замаскированный полевой аэродром врага и решил атаковать его. Через несколько минут более двадцати самолетов превратились в груду металла. Наши вернулись без потерь.
14 июля 1944 года, на рассвете, шестёрка «ИЛьюшиных», которую вёл командир эскадрильи Милашенков, атаковала колонну танков и самоходных орудий врага в районе украинского села Микуличи, где было замечено скопление большого количества танков и самоходных орудий противника. После второго захода на земле вспыхнуло несколько очагов пожара. Десятки орудий и пулемётов вели огонь по штурмовикам, но советские лётчики продолжали наносить удары по врагу. Самолёт ведущего был подожжён огнём зенитной артиллерии. Сергей не пытался спасти себя, он принял решение, обессмертившее его имя — направил горящий самолёт на скопление войск противника и врезался в гущу вражеской техники, повторив подвиг Николая Гастелло. Огромной силы взрыв разметал технику фашистов. Вместе с пилотом погиб и воздушный стрелок сержант Солоп Иван Афанасьевич.
За этот подвиг указом Президиума Верховного Совета СССР от 27 июня 1945 года С. В. Милашенков был посмертно удостоен звания Героя Советского Союза.

## Награды
- Медаль «Золотая Звезда» (27 июня 1945);
- орден Ленина;
- орден Красного Знамени;
- орден Отечественной войны 2-й степени;
- орден Красной Звезды;
- медали.

## Память
Именем Героя названы:
- улица в Северо-Восточном округе Москвы;
- Улица Милашенкова (станция монорельса);
- школа № 230 (сейчас в комплексе ГБОУ № 1236) Москвы;
- улица в городе Кривой Рог[1].

Памятники:
- в селе Микуличи Волынской области;
- в городе Кривой Рог;
- во дворе школы № 1236 города Москвы (1975, скульптор А. В. Кузнецова);
- на месте бывшей деревни Лесовая в Сафоновском районе Смоленской области.